# 梅溪 (愛荷華州)
梅溪（英語：Plum Creek）是位於美國愛荷華州科蘇特縣的一個鬼鎮。該地的面積和人口皆未知。

## 地理
梅溪所處的海拔為高於海平面359米（即1178英呎），而該地所採用的時區為UTC-6，即北美中部時區（CST）。同時該地設有夏令時間，為UTC-6調快一小時，即UTC-5（CDT）。